# بیرق (تبریز)
بیرق یکی از بکرترین و معروف ترین روستاهای استان آذربایجان شرقی است که در دامنه های کوهستان سهند ، بخش باسمنج شهرستان تبریز واقع شده‌است. جمعیت این روستا در سرشماری عمومی نفوس و مسکن سال 1403 خورشیدی، 7387 نفر برآورد شده‌است.
خانه های روستا در روی کوهها به صورت پله پله ساخته شده است. و شغل مردم روستا فرش بافی و کشاورزی و شیر پزی
است. طبق گفته مردم این روستا آنها روستایشان را به دو قسمت  تقسیم کرده اند.قسمت اول«یوخاری دره»نام دارد. یوخاری در ترکی یعنی بلندی و سربالایی است پس به بلندی ها و سربالایی های روستاو کوچه پس کوچه‌های روستا اشاره دارد.

قسمت دوم «اشاغی دره»نام دارد. آشاغی در ترکی پایین میشود پس به میان روستا یا پایین روستا که بخش اصلی روستا یعنی:سوپرمارکت،نانوایی،مدرسه،قصابی،
سایر مغازه ها و... در آن قرار دارند. یکی از پر طرفدارترین مغازه این روستا «خشکبار چمنی پور» نام دارد. قصابی کربلایی حمید نیز در بین مردم روستا شناخته شده و معروف است. از مکان های گردشگری این دهات میتوان به:«کوشان یا چوشان داغی، مهران رود،باغات غلامحسین اسحاقیان،صیاد دره سی،جنگلهای اطراف روستا و غیره اشاره کرد.»از بزرگترین خاندان این روستا خاندان سمیعی هستند.قدمت و تاریخ این روستا به دوره حکومت و استیلای مغولان بر ایران می‌رسد. گورستان این روستا به سده ۷.۵ ه‍.ق می رسد. یکی از اشخاص مهم و با اعتبار روستای بیرق «خان عمی» است که مردی ثروتمند و جنگجو و نترس بود و در روستاهای اطراف و شهر تبریز اعتبار و عظمت  
داشت.نام قدیمی این روستا «دنیز بره» بود که به معنای«دریا کنار»است. حدس زده میشود در گذشته دریای تتیس کنار روستای بیرق بوده است. در عاشورا در بیرق مردم غذا میپزند و نذری می دهند و در ماه محرم برای امام حسین شاخسی میزنند. 
ا